# Werner Bergmann (Agrarwissenschaftler)
Werner Bergmann (* 22. Februar 1920 in Ludwigsstadt; † 28. Juni 2013 in Jena) war ein deutscher Agrarwissenschaftler.

## Leben
Bergmann schloss sein Abitur 1939 ab. Während des Westfeldzugs wurde der Soldat Bergmann im Mai 1940 gefangen genommen. Nach seiner Rückkehr aus der Kriegsgefangenschaft 1946 schloss er eine landwirtschaftliche Lehre ab. Er studierte nachfolgend in Jena und promovierte 1953 zum Dr. agr. Bis 1959 war er als Assistent und Oberassistent am Landwirtschaftlich-Chemischen Institut der Friedrich-Schiller-Universität Jena tätig; 1957 habilitierte er dort mit der Arbeit „Die Ermittlung der Nährstoffbedürftigkeit des Bodens“. 1959 übernahm er die Leitung des Instituts für Landwirtschaftliches Versuchs- und Untersuchungswesen Jena. 1961 wurde er durch die Akademie der Landwirtschaftswissenschaften der DDR zum Professor ernannt. 1972 wurde der parteilose Bergmann aus politischen Gründen von seiner Funktion als Direktor entbunden und erst 1990 durch das Präsidium der Akademie rehabilitiert. Ab 1978 widmete sich Bergmann nach seiner Emeritierung aus Gesundheitsgründen zusammen mit Humanmedizinern Fragen zur Bedeutung des Magnesiums für die menschliche Ernährung. Bergmann galt als Nestor der deutschen Pflanzenernährung und war Autor vieler Fachbücher zur Pflanzenernährung und Düngung. Sein Hauptwerk „Ernährungsstörungen bei Kulturpflanzen“ erschien erstmals 1983. Bergmann starb 2013 in Jena.

## Ehrungen
- 1990: Sprengel-Liebig-Medaille der VDLUFA in Gold
- 1991: Ehrendoktorwürde der Agrarwissenschaftlichen Fakultät Keszthely der Universität Veszprém
- 2011: Bundesverdienstkreuz am Bande